# 大谷省三
大谷 省三（おおたに せいぞう、1909年9月23日 - 1994年5月6日）は、日本の農業経済学者、東京農工大学名誉教授。子は大谷禎之介。

## 来歴
島根県出身。東京帝国大学卒。帝国農会などで日本農業の生産力構造などを研究。東京農工大学助教授。1951年、教授。1972年、退官、岐阜経済大学教授。マルクス主義農業経済学者で、1963年には農業問題研究会議の創設に加わる。日本農業経済学会会長。

## 人物
1958年に大躍進政策が行われている中華人民共和国を訪問し、試験田で敷き詰められた稲の上に乗った経験から、毛沢東らが主導した「密植」の成果であると主張したが、当時の中国では他の場所で育てた苗を敷き詰めるなどの偽装が頻繁に行われていた（実際には「密植」は植物の生態を全く無視した疑似科学であり、これらの誤った農業指導が中華人民共和国大飢饉をもたらして大量の死者を出している）。

## 著書
- 日本農業への反省 家の光協会 1949
- 国土の改造 われわれは豊かになれるか 岩波書店 1953 (村の図書室)
- 自然をつくりかえる 牧書店 1959 (牧少年少女文庫)
- 日本農業の課題 農山漁村文化協会 1965
- 自作農論・技術論 戦後初期論文集 農山漁村文化協会 1973
- 日本農政の基調 MSA農政から総合農政まで 農山漁村文化協会 1973

## 共編著
- 農村問題講座 全3巻 河出書房 1954
- 農業共同化の進路 近藤康男共編 農山漁村文化協会 1962
- 現代日本農業経済論 農山漁村文化協会 1963
- 現代農業経営論 農山漁村文化協会 1966
- 米の問題 生産,流通,消費 新読書社 1970
- 酪農と肉牛の問題 新読書社 1971
- 当面する農協問題を考える 時潮社 1973
- 人間・科学・科学者 真下信一共編 時事通信社 1974 (市民の学術双書)
- 続・農協問題を考える 農協運動の現代的課題 時潮社 1974
- 農業再建への提言 近藤康男共編 全国協同出版 1975
- 食糧自給をどう考えるか 川崎健共編 時事通信社 1976 (市民の学術双書)
- 農業の再構成を考える 近藤康男共編 全国協同出版 1976.12
- 土地改良を考える 日本イリゲーションクラブ 1978.1
- 地域農政のあり方を問う 時潮社 1978.12
- 日本に食糧問題はないか 文新社 1979.4